# Marcin Więcław

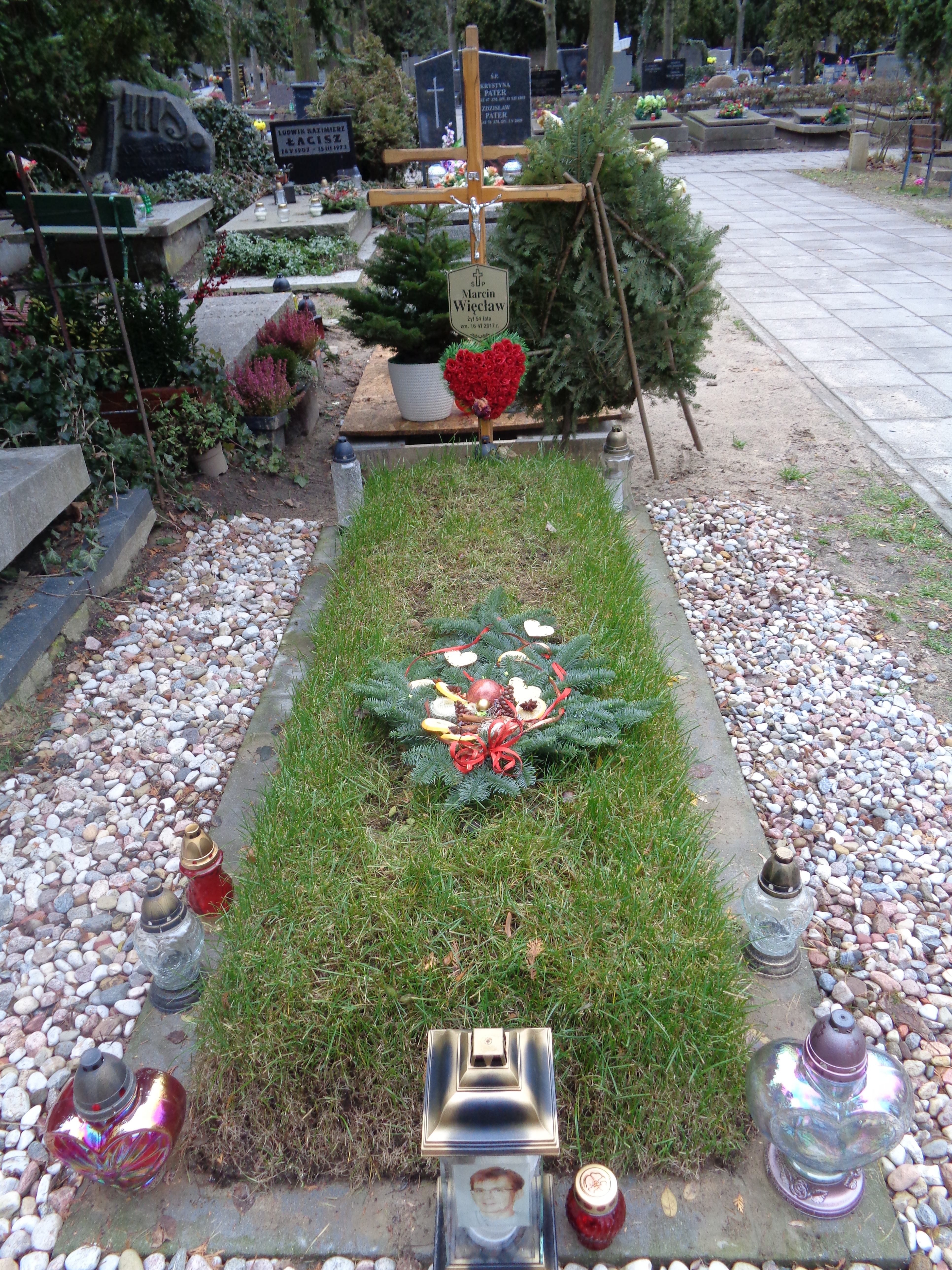
Grób Marcina Więcława na wojskowych Powązkach

Marcin Więcław (ur. 15 listopada 1962 w Częstochowie, zm. 16 czerwca 2017 w Warszawie) – polski reżyser i scenarzysta filmów dokumentalnych oraz prozaik.

## Życiorys i twórczość
Ukończył filmoznawstwo na Uniwersytecie Jagiellońskim w Krakowie. W latach 1993–2008 zrealizował ponad dwadzieścia filmów dokumentalnych, których tematyką był świat kultury, literatury oraz muzyki, będąc m.in. autorem cyklu „Byłem figurantem SB” (2007–2008). Współpracował z Telewizją Polską, TVN oraz TV Puls. Był autorem scenariuszy do odcinków seriali „Ojciec Mateusz” (odc. 147) oraz „Klan” (odc 2626, 2641) oraz kierownikiem literackim serialu „Plebania”. Był pracownikiem Polskiego Instytutu Sztuki Filmowej, współpracował również z Pracownią Dokumentacji Teatru Instytutu Teatralnego i Encyklopedią Teatru Polskiego. Należał do Stowarzyszenia Filmowców Polskich.

W 2002 roku pod pseudonimem literackim Martin Abram wydał powieść pt. „Quo Vadis. Trzecie tysiąclecie”.
Po śmierci został pochowany na Cmentarzu Wojskowym na Powązkach (kwatera A33-4-13).

## Nagrody
W 1987 roku otrzymał I Nagrodę na Ogólnopolskim Przeglądzie Filmów Amatorskich w Krakowie za film „Czas apokalipsy”.